# Acacia pusilla
Acacia pusilla är en ärtväxtart som beskrevs av Bruce R. Maslin. Acacia pusilla ingår i släktet akacior, och familjen ärtväxter. Inga underarter finns listade i Catalogue of Life.